# Marcia Blaessle
Marcia Blaessle (* 21. Oktober 1956; † 8. September 1983) war eine deutsche autodidaktische Malerin.

## Leben
Marcia Blaessle wurde 1956 geboren. Sie begann 1972 im Alter von 16 Jahren LSD zu nehmen. Um 1974/1975 zog Blaessle in eine 1970 gegründete Landkommune bei Nürnberg, in der Hoffnung auf persönliche Erleuchtung und ein Leben außerhalb des als starr und falsch empfundenen Establishments und experimentierte phasenweise mit psychotropen Substanzen zur Bewusstseinserweiterung. Zeitgleich besuchte sie zwischen 1975 und 1979 verschiedene Kommunen, darunter zweimal die Aktionsanalytische Organisation in Friedrichshof, entschied sich aber gegen einen Einzug. Ende 1977 zog Blässle, die mittlerweile am Fachbereich Philosophie der Universität Frankfurt studierte, aus der Kommune aus und nahm sich in Frankfurt vorübergehend ein eigenes Zimmer. Nachdem sich ihre Vorstellung von einem sie befriedigenden Studium nicht erfüllte und aufgrund von Angstzuständen und Isolation am Studienort zog sie im Frühjahr 1978 zurück in die Kommune, in der teilweise acht Personen zusammen lebten. Im Laufe des Jahres löste sich die Gruppe endgültig auf, drei Monate später zog auch Blaessle aus.
1981 verbrachte sie sechs Monate im Bhagvan-Ashram von Poona (Pune). Während des Studiums beschrieb sie 1981 im Rahmen einer Seminar-Hausarbeit ihr Leben und ihre Erfahrungen sowie die Sktrukturen in den verschiedenen Kommunen, thematisierte darin aber auch ihre Gefühle von Selbsthass, Enttäuschung und die eigene Verletzlichkeit. Vor ihrem Tod lebte sie mit ihrer Mutter in einer gemeinsamen Wohnung. Mit 26 Jahren nahm sich Blaessle 1983 bei einem Fallschirmsprung das Leben.
Sie wurde auf dem Waldfriedhof Darmstadt beigesetzt.

## Werk

Eiweißmoleküle, undatiert, Öl auf Leinwand auf Karton, Sammlung Prinzhorn, Inv. Nr. 8084/123

Blaessle malte mit Aquarellfarben, teils kombiniert mit Deckfarben, auf Papier, aber auch mit Ölfarbe auf Leinwand. In ihren Werken finden sich, vermutlich durch den Einfluss von Psychedelika beeinflusste, offenbarende erhabene Naturdarstellungen als auch Bilder, die quasi die Zellstrukturen der Motive abbilden, wie etwa das Bild „Eiweißmoleküle“.
Nach ihrem Aufenthalt in Poona nahm Blaessle Motive der indischen Mythologie in ihre späten Bilder auf, nutzte diese aber zu „verstörenden Selbstdarstellungen“, wie das Bild der großformatigen blauen starrenden Kali, das sie im Flur gegenüber der Eingangstür der Wohnung aufhängte. Zeichnungen von Anfang der 1980er Jahre zeigen aber auch Darstellungen von nackten Mädchen und „lasziv hingestreckten“ indischen Göttinnen. Daneben fertigte sie auch alptraumhafte Bilder von amorphen im Dunkel kauernden Monstern, wie etwa 1979 „Das Angstwesen“. Blaessle malte bis zu ihrem Tod „ihre Träume und Alpträume“.
Gemälde und Arbeiten auf Papier, von denen die meisten wenige Jahre vor ihrem Tod entstanden, wurden der Sammlung Prinzhorn in Heidelberg durch Blaessles Mutter im Jahr 2002 zugeeignet und sind Teil der Dauerausstellung. Mehrere dieser Werke wurden im Rahmen weiterer Ausstellungen gezeigt.
Ausstellungen:
- ab 2020: Die Sammlung Prinzhorn – von „Irrenkunst“ zur Outsider Art, Sammlung Prinzhorn. Dauerausstellung.[10]
- 2015: Sinnsuche und Krise, Sammlung Prinzhorn, Heidelberg. Kabinettausstellung mit Werken von Sonja Gerstner und Marcia Blaessle im Rahmen des 6. Fotofestivals Mannheim Ludwigshafen Heidelberg Ich-Fest & Selbst-Stress.[9]
- 2010/2011: InnenWeltenAußenWelten. Sexualität und Sehnsucht – Kunst aus psychiatrischem Kontext von 1900 bis heute, Museum für Kunst- und Kulturgeschichte Dortmund. Historische Arbeiten aus der Sammlung Morgenthaler im Psychiatrie-Museum Bern, der Sammlung Prinzhorn Heidelberg und aktuelle Outsider Art aus dem Dortmunder Projekt Art-Transmitter.
- 2004/2005: Rausch im Bild – Bilderrausch, Sammlung Prinzhorn Heidelberg.